# Детское Евровидение — 2017
Конкурс песни «Детское Евровидение — 2017» (англ. Junior Eurovision Song Contest 2017, груз. 2017 წლის საბავშვო ევროვიზიის სიმღერის კონკურსი) — 15-й детский конкурс песни Евровидение, который впервые прошёл в столице Грузии городе Тбилиси, благодаря победе Мариам Мамадашвили с песней «Mzeo (მზეო)» на конкурсе предыдущего года, проходившем в Валлетте, Мальта. Финал конкурса состоялся 26 ноября 2017 года.
Согласно правилам конкурса, место проведения выбирается организаторами самостоятельно независимо от победы страны на конкурсе предыдущего года. Однако, пятый раз конкурс проходит именно в стране-победительнице прошлого года. Грузия также побеждала на конкурсах 2008 и 2011 годов, но после победы в 2016 году страна примет конкурс у себя впервые. Победу одержала Полина Богусевич из России с песней «Крылья», набравшая 188 баллов. Второе место занял Григол Кипшидзе из Грузии, третье — Изабелла Кларк из Австралии.

## Место проведения
Благодаря победе Мариам Мамадашвили на «Детском Евровидении — 2016» с песней «Mzeo (მზეო)», конкурс будет принимать страна-победительница — Грузия. Это первый конкурс, который будет принимать страна, победившая трижды. 23 февраля 2017 года Европейским вещательным союзом (ЕВС) было официально подтверждено, что местом проведения конкурса станет город Тбилиси.
16 марта была объявлена дата финала — 26 ноября 2017 года, а также арена, в которой будет проходить событие — «Дворец спорта». Однако, 9 августа стало известно, что ареной конкурса станет более комфортабельный «Олимпийский дворец», общей вместимостью 4000 человек.

## Формат
Во время пресс-конференции с победителем «Детского Евровидения — 2016» исполнительный супервайзер конкурса Юн Ула Санн заявил, что ЕВС принимает заявки на проведение конкурса в 2017 году от всех членов-вещателей. 22 ноября 2016 года «Общественное вещание Грузии» (GPB) заявило, что ведут переговоры с ЕВС по поводу организации конкурса.

### Визуальное оформление
12 мая 2017 года во время пресс-конференции перед финалом «Евровидения-2017» был объявлен слоган конкурса — Shine Bright («Сияй ярко»). Логотип конкурса представляет собой разноцветное солнце, которое по словам Юна Улы Санна символизирует основную идею детского конкурса — «дать молодёжи шанс показать себя и свои возможности, свой потенциал как молодых исполнителей».

### Ведущие
3 октября 2017 года стало известно, что ведущими конкурса стали Хелен Каландадзе вместе с Лизи Джапаридзе, также известной как Lizi Pop. Лизи представляла Грузию на Детском Евровидении в 2014 году. Стоит отметить, что это первый случай в истории Детского Евровидения, когда ведущий конкурса будет младше 16 лет.

### Голосование
На конкурс возвращается зрительское голосование, но в новом виде. Голосование пройдет на 2 этапа: первый этап онлайн-голосования начнется с 24 ноября на официальном сайте конкурса. После предварительного просмотра можно выбрать от 3-5 песен для голосования. Первый этап закроется 26 ноября 15:59 (CET). Второй этап голосования начнётся во время шоу после выступления всех 16 участников и будет открыт 15 минут. Таким образом голосования составит 50 % профессионального жюри и 50 % онлайн-голосования.

### Видео открытки
Грузинский вещатель GPB опубликовал подробные детали видео открыток для участников. В открытке будет показа поиск сокровищ в Грузии, чтобы в конце отдать конкурсанту.

### Жеребьёвка
20 ноября 2017 года состоялась торжественная церемония открытия и жеребьевка стран-участниц. Церемония прошла в Национальной библиотеке парламента Грузии. Открыли торжество выступлением грузинского балета «Сухишвили». Во время церемонии также выступили победители конкурса от Грузии. Участники конкурса прошлись по красной дорожке и в конце состоялся жеребьевка, на которой были определены участники, открывающие и закрывающие конкурс (первый и шестнадцатый номер), а также номер выступления представителя принимающей страны. Порядок выступления остальных исполнителей определило жюри конкурса и одобрил Европейский вещательный союз — организатор Детского Евровидения.

### Трофей
Европейский вещательный союз опубликовал главный трофей победителя. Трофей разработан Кьеллом Энгманом из известной шведской стекольной компании Kosta Boda. С этого года главный дизайн приза будет единым, и будет вручаться последующим победителям. Главный трофей представляет собой стеклянный микрофон с цветными линиями внутри верхней части, которые символизируют потоки звука.

## Участники
В 2017 году выступить на Детском Евровидении решило шестнадцать стран. На конкурс вернулась Португалия, которая участвовала в последний раз в 2007 году. А Израиль и Болгария, участвовавшие в прошлом году, отказались от участия.
| №  | Страна                  | Исполнитель                 | Песня                  | Язык                      | Перевод                  | Жюри | Онлайн-голосование | Место | Баллы |
| -- | ----------------------- | --------------------------- | ---------------------- | ------------------------- | ------------------------ | ---- | ------------------ | ----- | ----- |
| 1  | Кипр                    | Николь Николау              | «I Wanna Be a Star»    | Греческий, английский     | «Я хочу быть звездой»    | 5    | 40                 | 16    | 45    |
| 2  | Польша                  | Алиса Рега                  | «Mój dom»              | Польский                  | «Мой дом»                | 77   | 61                 | 8     | 138   |
| 3  | Нидерланды              | Fource                      | «Love Me»              | Нидерландский, английский | «Люби меня»              | 44   | 112                | 4     | 156   |
| 4  | Армения                 | Михаил Григорян             | «Boomerang»            | Армянский, английский     | «Бумеранг»               | 92   | 56                 | 6     | 148   |
| 5  | Беларусь                | Хелена Мерааи               | «Я самая»              | Русский                   | —                        | 80   | 69                 | 5     | 149   |
| 6  | Португалия              | Мариана Вьенансо            | «Youtuber»             | Португальский             | «Ютубер»                 | 9    | 45                 | 14    | 54    |
| 7  | Ирландия                | Мюренн МакДоннелл           | «Súile Glasa»          | Ирландский                | «Зеленые глаза»          | 12   | 42                 | 15    | 54    |
| 8  | Северная Македония      | Мина Блазев                 | «Dancing Through Life» | Английский, македонский   | «Танец по жизни»         | 28   | 41                 | 12    | 69    |
| 9  | Грузия (страна-хозяйка) | Григол Кипшидзе             | «Voice of the Heart»   | Грузинский                | «Голос сердца»           | 143  | 42                 | 2     | 185   |
| 10 | Албания                 | Ана Кодра                   | «Mos ma prekni pemën»  | Албанский                 | «Не трогайте мое дерево» | 32   | 35                 | 13    | 67    |
| 11 | Украина                 | Анастасия Багинская         | «Не зупиняй»           | Украинский                | «Не останавливай»        | 80   | 67                 | 7     | 147   |
| 12 | Мальта                  | Гьянлука Чилия              | «Dawra Tond»           | Английский, мальтийский   | «Обернись»               | 26   | 81                 | 9     | 107   |
| 13 | Россия                  | Полина Богусевич            | «Крылья»               | Русский, английский       | —                        | 122  | 66                 | 1     | 188   |
| 14 | Сербия                  | Ирина Бродич и Яна Паунович | «Ceo svet je naš»      | Сербский                  | «Целый свет — наш»       | 48   | 44                 | 10    | 92    |
| 15 | Австралия               | Изабелла Кларк              | «Speak Up!»            | Английский                | «Скажи!»                 | 93   | 79                 | 3     | 172   |
| 16 | Италия                  | Мария Исайд Фьоре           | «Scelgo (My Choice)»   | Итальянский, английский   | «Выбираю (Мой выбор)»    | 37   | 49                 | 11    | 86    |

## Результаты
| Раздельное голосование онлайн/жюри | Раздельное голосование онлайн/жюри | Раздельное голосование онлайн/жюри | Раздельное голосование онлайн/жюри | Раздельное голосование онлайн/жюри |
| Место                              | Жюри                               | Очки                               | Онлайн-голосование                 | Очки                               |
| ---------------------------------- | ---------------------------------- | ---------------------------------- | ---------------------------------- | ---------------------------------- |
| 1                                  | Грузия                             | 143                                | Нидерланды                         | 112                                |
| 2                                  | Россия                             | 122                                | Мальта                             | 81                                 |
| 3                                  | Австралия                          | 93                                 | Австралия                          | 79                                 |
| 4                                  | Армения                            | 92                                 | Беларусь                           | 69                                 |
| 5                                  | Беларусь                           | 80                                 | Украина                            | 67                                 |
| 6                                  | Украина                            | 80                                 | Россия                             | 66                                 |
| 7                                  | Польша                             | 77                                 | Польша                             | 61                                 |
| 8                                  | Сербия                             | 48                                 | Армения                            | 56                                 |
| 9                                  | Нидерланды                         | 44                                 | Италия                             | 49                                 |
| 10                                 | Италия                             | 37                                 | Португалия                         | 45                                 |
| 11                                 | Албания                            | 32                                 | Сербия                             | 44                                 |
| 12                                 | Северная Македония                 | 28                                 | Грузия                             | 42                                 |
| 13                                 | Мальта                             | 26                                 | Ирландия                           | 42                                 |
| 14                                 | Ирландия                           | 12                                 | Северная Македония                 | 41                                 |
| 15                                 | Португалия                         | 9                                  | Кипр                               | 40                                 |
| 16                                 | Кипр                               | 5                                  | Албания                            | 35                                 |

|           |                    | Результаты голосования | Результаты голосования | Результаты голосования | Результаты голосования | Результаты голосования | Результаты голосования | Результаты голосования | Результаты голосования | Результаты голосования | Результаты голосования | Результаты голосования | Результаты голосования | Результаты голосования | Результаты голосования | Результаты голосования | Результаты голосования | Результаты голосования | Результаты голосования |
| Всего     | Онлайн-голосование | Кипр                   | Польша                 | Нидерланды             | Армения                | Беларусь               | Португалия             | Ирландия               | Северная Македония     | Грузия                 | Албания                | Украина                | Мальта                 | Россия                 | Сербия                 | Австралия              | Италия                 |                        |                        |
| --------- | ------------------ | ---------------------- | ---------------------- | ---------------------- | ---------------------- | ---------------------- | ---------------------- | ---------------------- | ---------------------- | ---------------------- | ---------------------- | ---------------------- | ---------------------- | ---------------------- | ---------------------- | ---------------------- | ---------------------- | ---------------------- | ---------------------- |
| Участники | Кипр               | 45                     | 40                     |                        | 2                      |                        | 1                      |                        |                        | 2                      |                        |                        |                        |                        |                        |                        |                        |                        |                        |
| Участники | Польша             | 138                    | 61                     | 1                      |                        | 10                     | 6                      | 4                      | 5                      | 12                     | 7                      | 2                      | 8                      | 3                      | 6                      | 5                      | 1                      | 6                      | 1                      |
| Участники | Нидерланды         | 156                    | 112                    | 5                      | 4                      |                        | 10                     | 6                      |                        |                        |                        | 1                      |                        | 4                      |                        | 4                      | 5                      |                        | 5                      |
| Участники | Армения            | 148                    | 56                     | 12                     | 10                     |                        |                        | 8                      | 8                      |                        | 2                      | 10                     | 10                     | 10                     | 7                      | 10                     | 2                      | 3                      |                        |
| Участники | Беларусь           | 149                    | 69                     | 6                      | 5                      | 2                      | 7                      |                        | 10                     | 1                      | 5                      | 5                      | 5                      | 2                      | 12                     | 8                      | 4                      | 8                      |                        |
| Участники | Португалия         | 54                     | 45                     |                        |                        |                        | 2                      |                        |                        |                        |                        | 4                      |                        |                        |                        |                        |                        |                        | 3                      |
| Участники | Ирландия           | 54                     | 42                     |                        |                        |                        |                        |                        | 3                      |                        |                        |                        | 3                      | 1                      |                        | 1                      |                        |                        | 4                      |
| Участники | Северная Македония | 69                     | 41                     |                        | 1                      | 3                      | 3                      | 1                      | 1                      | 4                      |                        |                        | 6                      |                        | 5                      |                        | 3                      | 1                      |                        |
| Участники | Грузия             | 185                    | 42                     | 3                      | 12                     | 7                      | 12                     | 12                     | 7                      | 10                     | 10                     |                        | 12                     | 12                     | 10                     | 12                     | 8                      | 10                     | 6                      |
| Участники | Албания            | 67                     | 35                     | 8                      |                        |                        |                        |                        |                        | 7                      | 3                      |                        |                        |                        |                        | 2                      |                        | 4                      | 8                      |
| Участники | Украина            | 147                    | 67                     | 7                      | 6                      | 5                      | 8                      | 5                      | 4                      | 3                      | 6                      | 8                      | 2                      |                        | 4                      | 3                      | 12                     | 7                      |                        |
| Участники | Мальта             | 107                    | 81                     |                        |                        | 6                      |                        | 2                      |                        |                        | 1                      |                        |                        |                        |                        |                        |                        | 5                      | 12                     |
| Участники | Россия             | 188                    | 66                     | 10                     | 8                      | 8                      | 4                      | 10                     | 12                     | 5                      | 12                     | 12                     | 7                      | 5                      | 8                      |                        | 7                      | 12                     | 2                      |
| Участники | Сербия             | 92                     | 44                     |                        | 3                      | 4                      |                        |                        | 2                      | 6                      | 8                      | 3                      | 4                      | 7                      | 2                      |                        |                        | 2                      | 7                      |
| Участники | Австралия          | 172                    | 79                     | 2                      | 7                      | 12                     | 5                      | 7                      | 6                      | 8                      | 4                      | 7                      | 1                      | 8                      | 3                      | 7                      | 6                      |                        | 10                     |
| Участники | Италия             | 86                     | 49                     | 4                      |                        | 1                      |                        | 3                      |                        |                        |                        | 6                      |                        | 6                      | 1                      | 6                      | 10                     |                        |                        |

### Количество высших оценок жюри
| Кол-во | Получившая страна | Голосовавшая страна                                 |
| ------ | ----------------- | --------------------------------------------------- |
| 6      | Грузия            | Польша, Армения, Беларусь, Албания, Украина, Россия |
| 4      | Россия            | Португалия, Северная Македония, Австралия, Грузия   |
| 1      | Австралия         | Нидерланды                                          |
| 1      | Армения           | Кипр                                                |
| 1      | Беларусь          | Мальта                                              |
| 1      | Мальта            | Италия                                              |
| 1      | Польша            | Ирландия                                            |
| 1      | Украина           | Сербия                                              |

## Другие участники

### Возвращение
- Португалия — Португальский национальный вещатель RTP заявил о возвращении страны на конкурс после 10-летнего перерыва.

### Отказ
- Австрия — 31 мая 2017 года австрийский национальный вещатель ORF заявил, что Австрия не дебютирует в 2017 году[34].
- Бельгия — 30 мая 2017 года Бельгия подтвердила, что не вернётся к конкурсу[35].
- Болгария — 23 мая 2017 года Болгария подтвердила участие[36], однако 7 июня было отозвано заявление в связи с выборами генерального директора телекомпании. Участие в конкурсе пока не решено[37]. На момент окончания подачи заявок, страна в списке участников не значилась.
- Великобритания — 25 мая 2017 года было объявлено, что Великобритания не вернётся[38].
- Венгрия — 13 июля 2017 года венгерская национальная телекомпания MTVA заявили о возможном дебюте. 17 июля объявили, что участие страны будет решен до конца июля[39], однако 27 июля MTVA объявила о том, что страна не дебютирует на конкурсе 2017 года[40].
- Дания — 2 июня 2017 года оба датские вещатели DR и TV 2 отказались от участия[41].
- Израиль — 20 марта 2017 года Израильское управление телерадиовещания (IBA) объявило о том, что они готовятся к организации процесса национального отбора Rising Star 2018, тем самым подтверждая своё намерение участвовать в конкурсе 2018 года. Однако 9 мая 2017 года IBA неожиданно прекратил вещание после очередной программы ночных новостей. В связи с этим, все теле- и радиопрограммы будут прекращены, при этом телевизионные станции IBA будут показывать информационный слайд, а радиостанции — проигрывать музыку. Второй полуфинал и финал конкурса песни «Евровидение-2017» будут последними программами, транслируемыми IBA. Новый израильский вещатель — Израильская корпорация телерадиовещания (IPBC) — не является членом Европейского вещательного союза (ЕВС), что является обязательным условием для участия в конкурсе, и это может привести к выходу страны из состава стран-участниц. На момент окончания подачи заявок, страна в списке участников не значилась.
- Исландия — 27 июня 2017 года исландский вещатель RÚV отказался дебютировать[42].
- Испания — 3 июля 2017 года испанский вещатель RTVE заявил, что Испания не вернётся в 2017 году[43].
- Латвия — 19 мая 2017 года Латвия отказалась вернуться к конкурсу[44].
- Словения — 18 мая 2017 года национальный вещатель Словении объявила о не возвращении к конкурсу[45].
- Словакия — 6 июня 2017 года словацкая телерадиокомпания RTVS отказалась дебютировать в детском конкурсе и также отказались от участия Евровидении для молодых танцоров[46].
- Финляндия — 26 мая 2017 года финский вещатель Yle отказался дебютировать в 2017 году[47].
- Швейцария — 22 мая 2017 года национальные вещатели страны отказались от возвращения к конкурсу[48].
- Швеция — 24 мая 2017 года шведский вещатель SVT объявил, что Швеция не вернётся в 2017 году[49].
- Эстония — 25 июня 2017 года национальный эстонский вещатель подтвердил, что не планирует дебютировать на Детском Евровидении в 2017 году[50].

## Международное голосование и телетрансляция

### Глашатаи
1. Кипр — Мария Кристофоро[51].
2. Польша — Доминика Птак.
3. Нидерланды — Тейс Шлимбек[52].
4. Армения — Lillit.
5. Беларусь — Саба Каразанашвили[53].
6. Португалия — Дуарте Валенса.
7. Ирландия — Уолтер МакКейб.
8. Северная Македония — Кьяра Блажев[54].
9. Грузия — Лизи Тавберидзе[55] (представительница Грузии «Детское Евровидение 2015» в составе группы «Вирус»).
10. Албания — Сабжана Ризвану[56].
11. Украина — София Роль[57] (представительница Украины «Детское Евровидение 2016»).
12. Мальта — Мариам Ангуладзе[58].
13. Россия — Тоня Володина.
14. Сербия — Мина Груич.
15. Австралия — Лиам Кларк.
16. Италия — София Бартоли[59].

### Комментаторы
- Австралия — Грейс Ко (англ. Grace Koh), Пип Расмуссен (англ. Pip Rasmussen) и Тим Мэтьюз (англ. Tim Mathews)[60].
- Албания — Андри Хаху (албан. Andri Xhahu)[56].
- Армения — Гоар Гаспарян (армян. Գոհար Գասպարյան).
- Беларусь — Евгений Перлин (белорус. Яўген Перлін)[61].
- Грузия — Деметр Эргемлидзе (груз. დემეტრე ერგემლიძე).
- Израиль — без комментатора[62].
- Ирландия — Эоган Мак-Дермотт (англ. Eoghan McDermott)
- Италия — Лаура Карусино (итал. Laura Carusino) и Марио Акампа (итал. Mario Acampa)[63].
- Казахстан — не объявили[64].
- Кипр — Кириакос Пастидес (греч. Κυριάκος Παστίδης).
- Северная Македония — Эли Танасковская (макендон. Ели Танасковска).
- Мальта — без комментатора.
- Нидерланды — Ян Смит (нидер. Jan Smit).
- Польша — Артур Ореш (польс. Arthur Oresch)[65].
- Португалия — Элдер Рейс (португ. Hélder Reis)[66].
- Россия — Олимпиада (Липа) Тетерич.
- Сербия — Ольга Капор (cерб. Олга Капор) и Тамара Петкович (серб. Тамара Петковић)[67].
- Украина — Тимур Мирошниченко (укр. Тимур Мірошниченко)[68].

### Телетрансляция
- Австралия — ABC Me[60]
- Албания — TVSH
- Армения — Армения 1
- Беларусь — Беларусь 1 и Беларусь 24[61]
- Грузия — First Channel
- Израиль — KAN
- Ирландия — TG4
- Италия — Rai Gulp[63]
- Казахстан — Channel 31
- Кипр — RIK2
- Северная Македония — MRT 1
- Мальта — TVM 1
- Нидерланды — NPO Zapp
- Польша — TVP2[65]
- Португалия — RTP1, RTP International и RTP Africa[69]
- Россия — Карусель
- Сербия — RTS2 и RTS Salellite[67]
- Украина — UA:Перший